# وایات سناک
وایات سناک (انگلیسی: Wyatt Cenac؛ زادهٔ ۱۹ آوریل ۱۹۷۶) فیلم‌نامه‌نویس، کمدین، بازیگر، بازیگر تلویزیون، صداپیشه، و کارگردان فیلم اهل ایالات متحده آمریکا است.
از فیلم‌ها یا برنامه‌های تلویزیونی که وی در آن نقش داشته‌است می‌توان به نمایش روزانه اشاره کرد. وی همچنین برندهٔ جوایزی همچون جوایز امی ساعات پربیننده شده‌است.